# Мнозинство
Мнозинството е по-голямата част, повече от половината от цялото. Например, ако групата се състои от 20 индивида, мнозинство би било 11 или повече индивида, докато 10 или по-малко индивида не биха съставлявали мнозинство. Мнозинство може да се използва за уточняване на изискването за гласуване, както при „гласуване с мнозинство“ за да се приеме решение в колегиален орган, което означава повече от половината от подадените гласове.
Различават се следните видове мнозинства:
- 1. Единодушие (консенсус) – нито 1 глас „против“, а не (както често се греши) всички „за“. Следователно гласуване „въздържал се“ не осуетява единодушието;
- 2. Обикновено (или просто) – повече от 1/2 от присъстващите да са гласували „за“ (винаги има задължителен кворум);
- 3. Абсолютно – повече от 1/2 от всички да са гласували „за“;
- 4. Квалифицирано – всяко по-голямо от абсолютното, точно определено в нормативен акт за дейността на колективния орган (обикновено 2/3 от всички членове на органа).